# Controlled By Hatred/Feel Like Shit...Déjà Vu
Controlled By Hatred/Feel Like Shit...Déjà Vu es el primer álbum Compilatorio del grupo de Hardcore punk y crossover thrash Suicidal Tendencies.
El álbum es el primero con la colaboración con el recién incorporado Robert Trujillo y también es el primer disco de Suicidal Tendencies en ser Certificado oro en los Estados Unidos.

## Lista de canciones
| N.º | Título                                              | Escritor(es)              | Duración |  |
| 1.  | «Master of No Mercy»                                | Mike Muir, Mike Clark     | 2:38     |  |
| 2.  | «How Will I Laugh Tomorrow» (Edición del video)     | Muir, Clark               | 4:41     |  |
| 3.  | «Just Another Love Song»                            | Muir, Rocky George, Clark | 3:16     |  |
| 4.  | «Waking the Dead»                                   | Muir, Clark               | 6:54     |  |
| 5.  | «Controlled by Hatred»                              | Muir, Clark               | 5:38     |  |
| 6.  | «Choosing My Own Way of Life»                       | Muir, Clark               | 3:05     |  |
| 7.  | «Feel Like Shit... Déjà Vu»                         | Muir, George              | 2:53     |  |
| 8.  | «It's Not Easy»                                     | Muir                      | 3:59     |  |
| 9.  | «How Will I Laugh Tomorrow» (Heavy Emotion Version) | Muir, Clark               | 6:31     |  |

## Sencillos
- Waking the Dead
- How Will I Laugh Tomorrow (Heavy Emotion Version)

- Datos: Q1767370